# Hurricane Township (comté de Carroll, Missouri)
Hurricane Township est un township du comté de Carroll dans le Missouri, aux États-Unis,.Le township est baptisé en référence à la rivière Big Hurricane Creek.